# Uchū Patrol Luluco
Uchū Patrol Luluco (宇宙パトロールルル子 Uchū Patorōru Ruruko?, lit. Patrullera espacial Luluco) es un anime corto producido por Trigger. Se estrenó el 1 de abril de 2016 como parte del bloque de programación Ultra Super Anime Time y finalizó el 24 de junio de 2016. Una adaptación a manga se publicó desde el 19 de abril de 2016  hasta el 18 de junio de 2016 siendo ilustrada por Nanbuko.

## Argumento
Luluco es una chica de trece años quien vive en la zona de colonización frontera del sistema solar Ogikubo, junto con su padre, quien trabaja para la respectiva Patrulla Espacial. A pesar de ser parte de este extraño distrito lleno de alienígenas inmigrantes, quienes fueron aceptados en el sistema 20 años antes de la historia, Luluco logra vivir una vida normal como una chica en su escuela. Sin embargo, cuando su padre accidentalmente se congela a sí mismo, Luluco no se le da otra opción más que llevarlo a su lugar de trabajo, donde ella se convierte en un miembro de la Patrulla Espacial nombrada por el líder de la división, Over Justice. Desde entonces, la anteriormente vida normal de Luluco sufre un drástico cambio, ya que es enviada en misiones a diario para proteger Ogikubo de criminales espaciales, junto con su compañero asignado y nuevo compañero de clases AΩ Nova, y su otra compañera de clases Midori.

## Personajes
Luluco (ルル子 Ruruko)
Seiyū: M.A.O
La protagonista principal de la historia. Ella es una chica de trece años estudiante de escuela media que vive con su padre en Ogikubo. Su único verdadero deseo siempre ha sido tener una vida normal a pesar del extraño lugar en el que vive, pero cuando su padre accidentalmente se congela a sí mismo y ella tiene que llevarlo a su lugar de trabajo, ella es asignada al rol de oficial espacial contra su voluntad.
Alpha Omega Nova (ΑΩ ·ノヴァ Arupha Omega Nova)
Seiyū: Junya Enoki
Un oficial de la Patrulla Espacial y compañero de Luluco. Él recientemente fue transferido a la escuela de Luluco y se convirtió en su nuevo compañero de clases.
Midori (ミドリ)
Seiyū: Mayumi Shintani
Otra estudiante de la escuela de Luluco y su compañera de clases. Después de ser capturada como la publicadora de una Aplicación de Hoyo Negro ilegal, ella voluntariamente se une a la Patrulla Espacial para salir de cualquier castigo por su crimen, además para pasar más tiempo de AΩ Nova.
Director General Over Justice (オーバージャスティス本部長 Ōbā Jasutisu Hon Buchō)
Seiyū: Tetsu Inada
El líder de la Patrulla Espacial y el jefe de Luluco.
Keiji (ケイジ)
Seiyū: Mitsuo Iwata
Un oficial de la Patrulla Espacial y padre de Luluco.
Secretaria (秘書 Hisho)
Una trabajadora temporal en la Patrulla Espacial. Ella sirve como la secretaria personal de Over Justice.
Lalako Godspeed (ララ子・ゴッドスピード Rarako Goddosupīdo)
Seiyū: Yōko Honna
La madre de Luluco. Ella es una pirata espacial quien trata de apoderarse de Ogikubo. Como los miembros de la Patrulla Espacial, ella es capaz de usar un arma de habilidad de morfosis, llamada "God Pirate's Gun Morphing".

## Media

### Anime
Uchū Patrol Luluco comenzó a emitirse el 1 de abril de 2016. La serie es escrita y dirigida por Hiroyuki Imaishi con el diseño de los personajes por Mago y Yosuke Yoshigaki. El opening es "CRY Max Do Heijitsu" (CRYまっくすド平日 Kuraimakkusu Dohejitsu, lit. "CRYmax Días Ultra Ordinarios") interpretado por Fujirokku mientras el ending es "Pipo Password" interpretado por Teddyloid feat. Bonjour Suzuki. Cada episodio dura 7 minutos y 50 segundos. La serie muestra cameos de otros trabajos de Trigger, incluyendo Kill la Kill (episodio 7), Little Witch Academia (episodio 8), Inferno Cop (episodio 11), y Sex and Violence with Machspeed (episodio 9).

#### Lista de episodios
| Núm. | Título                                                                                         | Fecha de emisión    |
| ---- | ---------------------------------------------------------------------------------------------- | ------------------- |
| 1    | "Soy una estudiante normal de escuela media" "Watashi, Futsū no Chūgakusei" (私、普通の中学生) | 1 de abril de 2016  |
| 2    | "¡Llega un nuevo estudiante de intercambio!" "Tenkōsei ga Kita!" (転校生が来た！)              | 8 de abril de 2016  |
| 3    | "Aula campo de batalla" "Senjō Kyōshitsu" (戦場教室)                                           | 15 de abril de 2016 |
| 4    | "Dentro del cielo completamente sola" "Hitoribocchi no Sora e" (ひとりぼっちの空へ)            | 22 de abril de 2016 |
| 5    | "¿Qué debería hacer?" "Dōshitara Ii no" (どうしたらいいの)                                     | 29 de abril de 2016 |
| 6    | "Esa parte despierta" "Mezameta sono bubun" (目覚めたその部分)                                 | 6 de mayo de 2016   |
| 7    | "Trampa del hilo del destino" "Unmei no ito no wana" (運命の糸の罠)                            | 13 de mayo de 2016  |
| 8    | "El misterioso poder de la trampa" "Fushigi na Chikara no Wana" (不思議な力の罠)               | 20 de mayo de 2016  |
| 9    | "La verdadera trampa" (本当の罠)                                                               | 27 de mayo de 2016  |
| 10   | "Todo terminó" "Zenbu Owari" (全部おわり)                                                      | 3 de junio de 2016  |
| 11   | "Nunca lo supe" "Watashi, Wakattenakatta" (私、わかってなかった)                               | 10 de junio de 2016 |
| 12   | "Confesión" "Kokuhaku" (告白)                                                                  | 17 de junio de 2016 |
| 13   | "Yo soy, la del universo...." "Watashi, Uchū no……" (私、宇宙の……)                              | 24 de junio de 2016 |

### Manga
Una adaptación a manga ilustrada por Nanboku se empezó a publicar en la edición de mayo de 2016 en la revista Ultra Jump de Shueisha publicada en abril de 2016.